# Chaetodon zanzibarensis
El Chaetodon zanzibarensis, más conocido como pez mariposa de Zanzíbar, es una especie de pez mariposa, ubicada dentro del género Chaetodon. Es habitante del occidente del Océano Índico, entre los 3 y 40 m de profundidad y; se alimenta de corales en pleno crecimiento, por lo que es muy difícil mantener a este pez en cautiverio.
Tiene una coloridad perfecta; es amarillo brillante con una franja negra que le atraviesa ambos ojos y con una mancha negra, que varía en algunas ocasiones, en mitad del cuerpo. Alcanza hasta 12 cm de longitud.
- Datos: Q2453878
- Multimedia: Chaetodon zanzibarensis / Q2453878